# Tân Ngô
Tân Ngô (tiếng Trung: 新吴区; bính âm: Xīnwú Qū), nguyên là khu mới Vô Tích, là một khu (quận) của thành phố Vô Tích, tỉnh Giang Tô, Trung Quốc. Năm 1992, quận được thành lập trên cơ sở một khu công nghiệp cao thu hút nhiều vốn đầu tư nước ngoài như Sony, Matsushita hay Seagate.

### Nhai đạo
| - Vượng Trang (旺庄街道) - Nam Trạm (南站街道) - Thạc Phóng (硕放街道) - Phường Tiền (坊前街道) | - Tân An (新安街道) - Mai Thôn (梅村街道) - Hồng Sơn (鸿山街道) |